# Hendea townsendi
Hendea townsendi is een hooiwagen uit de familie Triaenonychidae.